# Enrico Betti
Enrico Betti (1823-1892) va ser un matemàtic italià, catedràtic de la universitat de Pisa.

## Vida i Obra
El seu pare va morir quan encara era un nen com també les seves dues germanes. Va ser cuidat i educat per la seva mare, que el va portar a l'escola Forteguerri de Pistoia. Va estudiar a la universitat de Pisa on va tenir com a professors Ottaviano Fabrizio Mossotti i Carlo Matteucci. El 1846 es va graduar.
La influència de Mossotti va anar més enllà del camp científic perquè el 1848 Betti s'enrolà en el Batalló d'estudiants toscans que va lluitar contra els austríacs a les batalles de Curtatone i Montanara. El 1949 torna a Pistoia i fa de professor de secundària a la mateixa escola que havia estudiat: el liceu Forteguerri. Aquest relatiu aïllament científic marcarà les seves recerques matemàtiques. El 1859 és nomenat professor de la universitat de Pisa i en aquesta època fa un viatge per Alemanya juntament amb Francesco Brioschi i Felice Casorati. En aquest viatge coneix, entre d'altres, Riemann, qui exercirà una influència notable en els seus treballs.
De 1863 a 1865 Riemann sojorna a Pisa, per millorar la seva salut, cosa que fa que la seva amistat i influència es faci més estreta. Des de 1863 és editor de Il Nuovo Cimento, la revista fundada per Matteucci i Piria, i des de 1865 és director de la Scuola Normale Superiore, excepte uns anys en què és nomenat sotssecretari del Ministeri d'Ensenyament.
Betti va ser el primer matemàtic en presentar la Teoria de Galois amb demostracions més rigoroses que les que havia fet el propi Galois, en els seus articles Sopra la risolubilità per radicali delle equazioni irriduttibili di grado primo (1851) i Sulla risoluzione delle equazioni algebriche (1852).
Betti també va estudiar diferents aspectes de la física matemàtica com la capil·laritat i l'elasticitat.
Els nombres de Betti porten aquest nom en el seu honor, tot i que no va ser ell qui els descobrí sinó Henri Poincaré, qui es va inspirar en un article de Betti titulat Sopra gli spazi di un numero qualunque di dimensioni (1871), desenvolupant, així, una teoria de la homologia.